# تفرطح

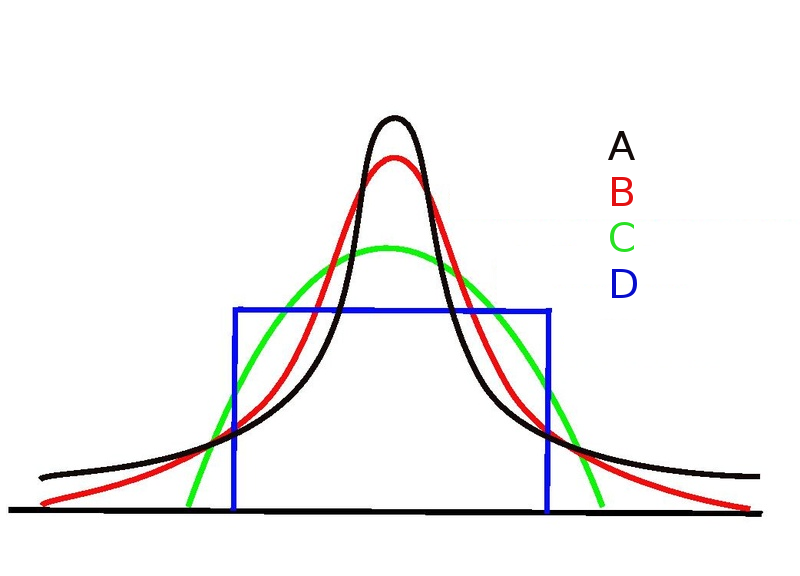
أمثلة لأشكال توزيع احتمالي بقيم تفرطح مختلفة: توزيع بتفرطح متوسط Mesokurtic (المنحنى B) - توزيع بتفرطح رفيع Leptokurtic (المنحنى A) - توزيع بتفرطح مسطح Platykurtic (المنحنى C)

التفرطح (بالإنجليزية: Kurtosis)‏، ويسمى أيضا بمعامل التفرطح أو معامل التسطيح أو درجة التقوس، هو مؤشر لقياس درجة تحدب أو تقوس دالة التوزيع الاحتمالي لمتغير عشوائي حقيقي. هو، إلى جانب التجانف، من أهم معالم أشكال توزيع المتغيرات العشوائية، ويمكن من وصف شكل توزيع الاحتمالات في جوار القيمة المتوقعة.
التسمية الإنجليزية مستنبطة من الإغريقية القديمة (κύρτωσις) وتعني الانحناءة أو التقوس. أول من عَرَّفهُ هو كارل بيرسون في القرن 19.

## تعريف

### التفرطح الغير مُعيَّر
باعتبار متغير عشوائي حقيقي {\displaystyle X} بمتوسط {\displaystyle \mu } وانحراف معياري {\displaystyle \sigma }، معامل التفرطح للمتغير {\displaystyle X} هو العزم من الرتبة الرابعة للتحويلة المعيارية ل {\displaystyle X}:
{\displaystyle \beta _{2}=\mathbb {E} \left[\left({\frac {X-\mu }{\sigma }}\right)^{4}\right]} وهو يساوي : {\displaystyle \beta _{2}={\frac {\mu _{4}}{\sigma ^{4}}}} مع {\displaystyle \mu _{i}} العزم من الرتبة {\displaystyle i} للمتغير {\displaystyle X}.

### التفرطح المعير
ويسمى أيضا بالتفرطح بإفراط (بالإنجليزية:Excess Kurtosis) ويقضي بطرح 3 من التفرطح الغير معير: {\displaystyle \gamma _{2}=\beta _{2}-3}.
هذه الصيغة هي الأكثر استعمالا بين الإحصائيين، وتعرف بتفرطح فيشر، وأيضا في البرامج الإحصائية (التي تقوم بحساب قيمة مقدر بدون انحياز ل {\displaystyle \gamma _{2}}). يعزى هذا التفضيل إلى كون قيمة التفرطح بالنسبة لتوزيع طبيعي تساوي 3، وبذلك تعتبر حالة التوزيع الطبيعي كنوع من المعايرة القياسية لكل التوزيعات الأخرى.

### مقدر بدون انحياز
المقدر الأكثر استخداما لحساب {\displaystyle \gamma _{2}} هو:{\displaystyle G_{2}={\frac {n(n+1)}{(n-1)(n-2)(n-3)}}{\frac {\sum _{i=1}^{n}(x_{i}-{\hat {\bar {x}}})^{4}}{{\hat {\sigma ^{2}}}^{2}}}-3{\frac {(n-1)^{2}}{(n-2)(n-3)}}}
بحيث باعتبار {\displaystyle {\hat {\bar {x}}}} و{\displaystyle {\hat {\sigma }}^{2}} هما المقدران، بدون انحياز، على التوالي للقيمة المتوقعة وتباين المتغير {\displaystyle X}.

## مجال تغير التفرطح
باعتبار مربع التحويلة الموسطة المختزلة ل {\displaystyle X}: {\displaystyle Y=({\frac {X-\mu }{\sigma }})^{2}}،
فالقيمة المتوقعة ل {\displaystyle Y} تساوي {\displaystyle E(Y)={\frac {\mu _{2}}{\sigma ^{2}}}=1} وتباينه يساوي {\displaystyle V(Y)=E\left(Y^{2}\right)-E(Y)^{2}=\beta _{2}-1=\gamma _{2}+2}
وبحكم أن التباين قيمة موجبة، نستنتج أن:
- {\displaystyle \beta _{2}\geq 1}
- و {\displaystyle \gamma _{2}\geq -2}

للتفرطح إذا عتبة دنيا بينما ليست له عتبة عليا. العتبة الدنيا ({\displaystyle \gamma _{2}=-2}) تتحقق في حالة توزيع بيرنولي {\displaystyle {\mathfrak {B}}(n,1/2)}.

## أشكال التفرطح
- {\displaystyle \gamma _{2}=0} ، تفرطح متوسط (Mesokurtic): كما في حالة التوزيع الطبيعي.
- {\displaystyle \gamma _{2}>0}، تفرطح رفيع (Leptokurtic): المميز للتوزيعات الاحتمالية التي تكون قمة منخناها رفيعة.
- {\displaystyle \gamma _{2}<0} تفرطح مسطح (Platykurtic): تكون قمة منحنى التوزيع آيلة للتسطيح.